# Lindita Arapi

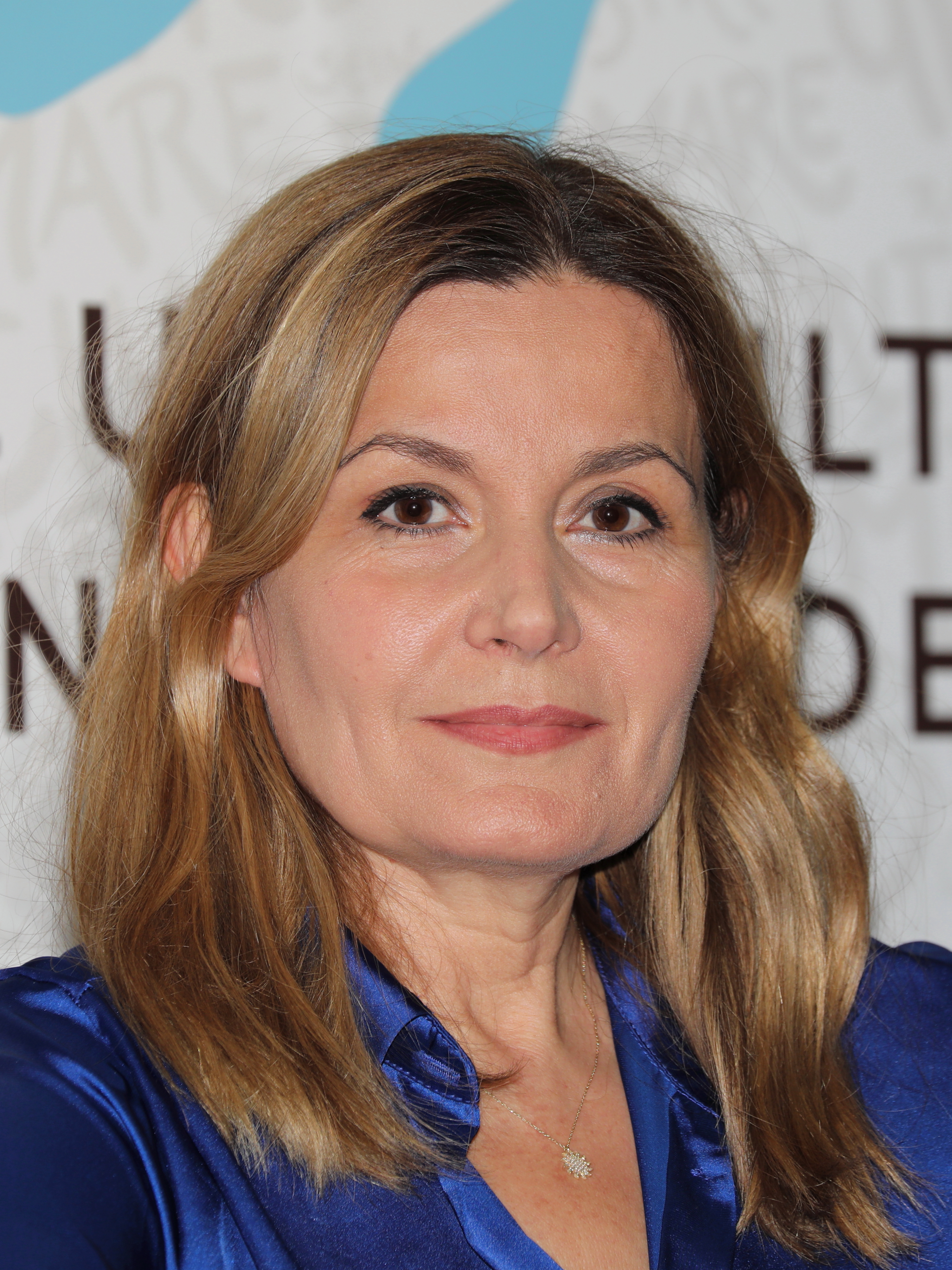
Lindita Arapi

Lindita Arapi (* 1972 in Lushnja) ist eine albanische Schriftstellerin und Journalistin. Die in Deutschland lebende Autorin veröffentlichte seit Ende der 1990er Jahre einige Gedichtbände und legte 2010 mit  Schlüsselmädchen ihren ersten Roman vor, der 2011 in Albanien mit dem Buchpreis KULT als Buch des Jahres prämiert wurde.

## Leben
Arapi studierte von 1990 bis 1994 albanische Sprache und Literatur an der Universität Tirana. 1993 veröffentlichte Arapi einen ersten Band mit Gedichten. 1996 zog sie nach Deutschland, wo sie in Köln Germanistik studierte. Noch im selben Jahr erhielt sie ein Autorenstipendium der Heinrich-Böll-Stiftung. Es folgte eine Promotion in Publizistik an der Universität Wien, in der sie sich mit dem durch  Presse- und Buchveröffentlichungen erzeugten Bild Albaniens im deutschsprachigen Raum beschäftigte. 2010 erschien ihr erster Roman. Sie übersetzte zudem einige deutschsprachige Texte ins Albanische, darunter Gedichte von Günter Grass, Joseph Roth, Elias Canetti und Felicitas Hoppe.
Als Journalistin ist Arapi unter anderem für das albanische Programm der Deutschen Welle tätig. Arapi ist verheiratet und hat zwei Töchter. Mit ihrer Familie lebt sie in Bonn.

## Werke
- Kufomë lulesh. Lyrik (1993)
- Ndodhi në shpirt. Lyrik (1995)
- Melodi te heshtjes. Lyrik (1998)
- Wie Albanien albanisch wurde. Rekonstruktion eines Albanienbildes. Dissertation, Wien 2001; Buchpublikation: Marburg 2005, ISBN 3-8288-8918-2
- Shenjat e dorës. Lyrik (2006)
- Am Meer, nachts. Lyrik (2007) ISBN 3-900986-65-7
- Vajzat me çelës. Roman (2010), dt. Schlüsselmädchen. Berlin 2012, ISBN 978-3-937717-85-2
- Europa - Immer das Bessere als wir. Essay bei Perlentaucher, 16. September 2012
- Ausgewählte Gedichte in deutscher Sprache. Publiziert im Onlinemagazin Transcript
- Të murosurat. Roman (2021), dt. Albanische Schwestern. Bonn 2023, ISBN 978-3-949441-07-3

### Übersetzungen (Auswahl)
- Josef Luitpold Stern: Mbrëmje shqiptare. Tregime me temë shqiptare. (dt. Albanischer Abend. Essays mit albanischer Thematik)
- Joseph Roth: Udhëtim nëpër Shqipëri 1927. (dt. Reise durch Albanien 1927, Artikel)
- Arian Leka: Ein Buch, ein Meer. Gedichte. (alb. Libër deti.) Ottensheim an der Donau 2007, ISBN  978-3-900986-65-0